# Asociación Cruceña de Fútbol
La Asociación Cruceña de Fútbol es una institución deportiva de Bolivia, encargada de regir a los clubes de fútbol en el departamento de Santa Cruz. Afiliada a la Asociación Nacional de Fútbol, también constituye una de las nueve ligas que integran el sistema de competición a nivel regional en Bolivia. Fue fundada en 1917 y consta de cinco divisiones cuya máxima categoría es la Primera A.

## Historia

### Antecedentes
El fútbol llegó al departamento de Santa Cruz entre 1909 y 1910. El primer torneo se realizó en 1916 con la participación de 9 equipos: Mundial, Franco Jugadores, Strongest, Santa Cruz, Oriente, Nimbles, Ñuflo de Chávez, Rojo y Nacional, torneo del cual salió ganador Mundial. 

### Fundación y primeros años: Fútbol amateur
Ante la iniciativa del Vicecónsul del Reino Unido, Enrique Bloomfield, un 23 de marzo de 1917 los representantes de los clubes existentes se reúnen en la casa del contador Eduardo Ordóñez y se decide la formación de una institución que agruparía a todos los equipos que practicaban el fútbol asociación. Ese mismo día es elegida la mesa directiva de la asociación entre los representantes de los clubes y otros invitados, esta estaba conformada por los siguientes:
| Cargo                 | |
| --------------------- | --- |
| Presidente Honorario  | Rómulo Justiniano Oyola |
| Presidente Presbítero | Medardo Torres |
| Vicepresidente        | Rómulo Herrera Justiniano |
| Secretario General    | Eduardo Ordóñez |
| Secretario de Actas   | Antonio Traverías |
| Tesorero              | Carmelo Ortiz Taborga |
| Asesores              | Enrique Bloomfield y Federico Schwenk |
| Vocales               | Delegados del Club Mundial: Felipe Saucedo Sevilla y Eduardo Perlá Delegados del Club Oriente: Felipe Baldomar y Manuel Serrano Delegados del Club Franco Jugadores: Clodomiro Lara y Luis Egüez Parada Delegados del Club Strongest: Pedro Manuel Banegas e Ismael Bustamante Delegados del Club Atles: José E. Zambrana Franco y Ángel Román Michel Delegados del Club Nacional: Milciades Cabrera y Humberto Salvatierra Delegados del Club Nimbles: Ernesto Moreno Irigoyen y José Melgar Moreno Delegados del Club Ñuflo de Chávez: Baylon Monasterio y Humberto Calderón Delegados del Club Rojo: Agapito Ortiz y Félix Zabala |

El 17 de agosto de 1917, fecha propuesta por el sacerdote Medardo Torres en homenaje al Día de la Bandera, se da la fundación de la Santa Cruz Foot Ball Association. El primer campeonato organizado por la ACF tiene como campeón al club Franco Jugadores, destacado entre los demás equipos por su notoria superioridad siendo campeón siete veces en el ciclo 1917-1925. El último torneo amateur se da en 1964, un año más tarde, Santa Cruz se integraría al profesionalismo.

## Sistema de ligas (2022)
La ACF organiza todos los torneos de fútbol en el Departamento de Santa Cruz.
La ACF también organiza los torneos de divisiones inferiores y las competencias de fútbol femenino.

### Fútbol masculino
| Categoría | Ligas o divisiones             |
| --------- | ------------------------------ |
| 1         | Primera A 16 equipos           |
| 2         | Primera B 16 equipos           |
| 3         | Primera de Ascenso 16 equipos  |
| 4         | Segunda de Ascenso 16 equipos  |
| 5         | Tercera de Ascenso por definir |
| 6         | Cuarta de Ascenso por definir  |

## Equipos afiliados (2023)
| Clubes en la División Profesional                     |                         |                                           |
| Equipo                                                | Ciudad                  | Fecha de fundación                        |
| Club Deportivo, Social y Cultural Blooming            | Santa Cruz de la Sierra | 1 de mayo de 1946                         |
| Club Deportivo Socio Cultural Guabirá                 | Montero                 | 14 de abril de 1962                       |
| Club Deportivo Oriente Petrolero                      | Santa Cruz de la Sierra | 5 de noviembre de 1955                    |
| Club Deportivo Real Santa Cruz                        | Santa Cruz de la Sierra | 3 de mayo de 1962                         |
| Royal Pari                                            | Santa Cruz de la Sierra | 14 de septiembre de 2013                  |
| Primera "A"                                           |                         |                                           |
| Equipo                                                | Ciudad                  | Fecha de fundación                        |
| Club 24 de Septiembre                                 | Santa Cruz de la Sierra | 24 de septiembre de 1968                  |
| Club Deportivo Argentinos Juniors                     | Santa Cruz de la Sierra | 24 de abril de 1975                       |
| Club Atlético Juniors                                 | Santa Cruz de la Sierra | 6 de junio de 2014                        |
| Ciudad Nueva Santa Cruz Academia Fútbol Club          | Warnes                  | 1 de enero de 2020                        |
| Club Deportivo Cooper                                 | Santa Cruz de la Sierra | 12 de julio de 1980                       |
| Club Deportivo y Cultural Destroyer's                 | Santa Cruz de la Sierra | 14 de septiembre de 1948                  |
| Club Deportivo Esperanza                              | Santa Cruz de la Sierra | 2002                                      |
| Club Deportivo Ferroviario                            | Santa Cruz de la Sierra | 16 de junio de 1968                       |
| Magisterio Fútbol Club                                | Santa Cruz de la Sierra | ?                                         |
| Club Deportivo Nueva Santa Cruz                       | Santa Cruz de la Sierra | 2018                                      |
| Club Deportivo Oriente Petrolero B                    | Santa Cruz de la Sierra | 5 de noviembre de 1955                    |
| Club Atlético Cotoca Real América                     | Cotoca                  | 12 de octubre de 1968 1 de enero de 2024  |
| Club Deportivo Torre Fuerte                           | Santa Cruz de la Sierra | 7 de agosto de 2009                       |
| Club Deportivo, Social y Cultural Universidad Cruceña | Santa Cruz de la Sierra | 24 de abril de 1954                       |
| Yapacaní Fútbol Club Racing                           | Santa Cruz de la Sierra | 10 de enero de 1977 10 de enero de 2010   |
| Club Deportivo UEB                                    | Santa Cruz de la Sierra | 2 de abril de 2005                        |
| Primera "B"                                           |                         |                                           |
| Equipo                                                | Ciudad                  | Fecha de fundación                        |
| Club Deportivo Cultural 25 de Junio                   | Santa Cruz de la Sierra | 25 de junio de 1960                       |
| Club Atlético Santa Cruz                              | Santa Cruz de la Sierra | 6 de julio de 2014                        |
| Club Deportivo Bancruz Pirai                          | Santa Cruz de la Sierra | 24 de septiembre de 1992                  |
| Club Deportivo Calleja                                | Santa Cruz de la Sierra | 1964                                      |
| Club Deportivo Canarios                               | Santa Cruz de la Sierra | noviembre de 2001                         |
| Club Deportivo y Cultural Amboro                      | Santa Cruz de la Sierra | 17 de septiembre de 1964                  |
| Dios es Amor Fútbol Club                              | Santa Cruz de la Sierra | 15 de enero de 2000                       |
| Club Deportivo Estudiantes del Norte Integrado        | Santa Cruz de la Sierra | 24 de febrero de 2004                     |
| Máquina Celeste Santa Cruz City Fútbol Club           | Santa Cruz de la Sierra | 8 de noviembre de 1967 1 de enero de 2022 |
| Nacional Cotoca Fútbol Club                           | Cotoca                  | 22 de enero de 2006                       |
| Nuevo Horizonte Fútbol Club                           | Santa Cruz de la Sierra | 2 de abril de 1970                        |
| Potrero de Campeones Fútbol Club                      | Santa Cruz de la Sierra | 15 de noviembre de 2010                   |
| Sport Club San Felipe                                 | Santa Cruz de la Sierra | 2009                                      |
| Virginia United Soccer Club                           | Santa Cruz de la Sierra | 2013                                      |
| El Torno Fútbol Club                                  | El Torno                | 23 de enero de 2005                       |
| Club Deportivo Florida                                | Santa Cruz de la Sierra | 17 de mayo de 1932                        |
| Club Deportivo y Cultural Sport Boys                  | Warnes                  | 17 de agosto de 1954 23 de agosto de 2001 |
| Club Deportivo Socio Cultural Guabirá B               | Montero                 | 14 de abril de 1962                       |
| Club Atlético Huracán                                 | Santa Cruz de la Sierra | ?                                         |
| Primera de Ascenso                                    |                         |                                           |
| Equipo                                                | Ciudad                  | Fecha de fundación                        |
| Águila Fútbol Club                                    | Santa Cruz de la Sierra | 23 de mayo de 2007                        |
| Cleveland Internacional Fútbol Club                   | Santa Cruz de la Sierra | 8 de febrero de 2020                      |
| Crack Fútbol Club                                     | Santa Cruz de la Sierra | 1 de febrero de 2018                      |
| Key Point Star of The Americas Fútbol Club            | Santa Cruz de la Sierra | 2022                                      |
| Club Deportivo Integrales                             | Santa Cruz de la Sierra | 9 de febrero de 2017                      |
| Club Deportivo Minero                                 | Mineros                 | 8 de febrero de 2009                      |
| Club Deportivo Do Santos F.C.                         | Santa Cruz de la Sierra | 10 de octubre de 2017                     |
| Club Deportivo Don Bosco Portachuelo                  | Portachuelo             | ?                                         |
| La Guardia Fútbol Club                                | La Guardia              | 3 de julio de 2017                        |
| Club Deportivo Juventus                               | Santa Cruz de la Sierra | 8 de diciembre de 2003                    |
| Club Deportivo Oriente Junior's                       | Santa Cruz de la Sierra | 26 de octubre de 2016                     |
| Planeta Fútbol Club                                   | Santa Cruz de la Sierra | 17 de junio de 2011                       |
| Plataforma Intermediarios Fútbol Club                 | Santa Cruz de la Sierra | ?                                         |
| Club Deportivo San Martín                             | Santa Cruz de la Sierra | 14 de noviembre de 1965                   |
| Club Deportivo Tamaya Jimenez                         | Santa Cruz de la Sierra | 22 de diciembre de 2007                   |
| Segunda de Ascenso                                    |                         |                                           |
| Equipo                                                | Ciudad                  | Fecha de fundación                        |
| Club Deportivo 3 de Mayo                              | Santa Cruz de la Sierra | 3 de mayo de 1984                         |
| Club Atlético Fortaleza                               | Santa Cruz de la Sierra | 8 de febrero de 2008                      |
| Club Atlético Norteño                                 | Warnes                  | 15 de enero de 2015                       |
| Club Atlético Viaz                                    | Santa Cruz de la Sierra | 30 de octubre de 2015                     |
| Club Deportivo CRE                                    | Santa Cruz de la Sierra | 7 de febrero de 2007                      |
| Club Deportivo Tarumá                                 | Concepción              | 1 de enero de 2005                        |
| Club Deportivo Formando Talentos                      | Santa Cruz de la Sierra | ?                                         |
| Club Deportivo JMP Soccer                             | Santa Cruz de la Sierra | 4 de diciembre de 2017                    |
| Club Deportivo La Bélgica                             | Colpa Bélgica           | ?                                         |
| Club Deportivo La Cantera F.C.                        | Santa Cruz de la Sierra | 27 de enero de 2019                       |
| Royal Pari B                                          | Santa Cruz de la Sierra | 14 de septiembre de 2013                  |
| Club Deportivo, Social y Cultural Blooming B          | Santa Cruz de la Sierra | 1 de mayo de 1946                         |
| Pasta de Campeones Fútbol Club                        | Cotoca                  | 2005                                      |
| Real Brígida Fútbol Club                              | Santa Cruz de la Sierra | 26 de febrero de 2012                     |
| Club Deportivo Sebastián Pagador Pari                 | Santa Cruz de la Sierra | 21 de noviembre de 1972                   |
| Vélez Chaco Fútbol Club                               | Santa Cruz de la Sierra | 23 de marzo de 2012                       |
| Club Deportivo y Cultural Libertad                    | Santa Cruz de la Sierra | 27 de mayo de 1965                        |
| Tercera de Ascenso                                    |                         |                                           |
| Equipo                                                | Ciudad                  | Fecha de fundación                        |
| Fútbol Club 10 de Febrero                             | Santa Cruz de la Sierra | 10 de febrero de 2021                     |
| Atlético Unido Fútbol Club                            | La Guardia              | ?                                         |
| Club Deportivo Avaroa                                 | Santa Cruz de la Sierra | ?                                         |
| Club Deportivo Aviación                               | Santa Cruz de la Sierra | ?                                         |
| Club Deportivo CEI-UNE                                | Santa Cruz de la Sierra | 30 de noviembre de 2003                   |
| Club Deportivo Cristo Rey                             | Santa Cruz de la Sierra | 5 de enero de 2004                        |
| Club Deportivo Calama                                 | Santa Cruz de la Sierra | ?                                         |
| Deportivo Unido Fútbol Club                           | Santa Cruz de la Sierra | 3 de noviembre de 2015                    |
| Club Deportivo Venezuela                              | Santa Cruz de la Sierra | 9 de agosto de 2009                       |
| Goldmund Fútbol Club                                  | Santa Cruz de la Sierra | 5 de enero de 2020                        |
| Club Deportivo Independiente                          | Santa Cruz de la Sierra | 29 de junio de 1965                       |
| Club Deportivo Ingenieros Integrales                  | Santa Cruz de la Sierra | 23 de julio de 1992                       |
| Club Deportivo Internacional Santa Cruz               | Santa Cruz de la Sierra | 2 de diciembre de 2000                    |
| Fútbol Club Kiriakon                                  | Santa Cruz de la Sierra | 20 de junio de 2016                       |
| Club Deportivo La Casona                              | Santa Cruz de la Sierra | 11 de enero de 2024                       |
| Club Deportivo Mauro Blanco                           | Santa Cruz de la Sierra | 2006                                      |
| Milton Melgar Fútbol Club                             | Santa Cruz de la Sierra | 2002                                      |
| Club Deportivo Peloteros                              | Santa Cruz de la Sierra | 19 de marzo de 2018                       |
| Club Deportivo Social Peniel                          | Santa Cruz de la Sierra | 3 de marzo de 2014                        |
| Club Deportivo Rayo 3000 Hombres Nuevos               | Santa Cruz de la Sierra | 26 de febrero de 1998                     |
| Club Deportivo Real Santa Cruz B                      | Santa Cruz de la Sierra | 3 de mayo de 1962                         |
| Club Deportivo Santa Cecilia                          | Santa Cruz de la Sierra | ?                                         |
| Club Deportivo Vanguard-Sin Fronteras                 | Santa Cruz de la Sierra | 13 de noviembre de 1960                   |
| Club Deportivo Villa Alegre                           | Santa Cruz de la Sierra | 2020                                      |
| Club Deportivo Yotau                                  | Santa Cruz de la Sierra | 4 de noviembre de 2016                    |
| Fútbol Club Independent                               | Santa Cruz de la Sierra | 2018                                      |
| Megacenter Fútbol Club                                | Santa Cruz de la Sierra | ?                                         |
| Interprovincial                                       |                         |                                           |
| Equipo                                                | Ciudad                  | Fecha de fundación                        |
| Club Deportivo River 66                               | San Julián              |                                           |
| Club Atlético Warnes                                  | Warnes                  |                                           |
| Club Cerro Porteño La Angostura                       | El Torno                |                                           |
| Zorros Fútbol Club                                    | Warnes                  |                                           |
| Aiquile Fútbol Club                                   | Warnes                  |                                           |
| Fútbol Club Racing Monte Verde                        |                         |                                           |
| Club 24 de Septiembre                                 | Portachuelo             |                                           |
| Fútbol Club Cospol                                    | Portachuelo             |                                           |
| Real Caracoré Fútbol Club                             |                         |                                           |
| Fútbol Club Río Grande                                |                         |                                           |
| Fútbol Club Real Estación                             | Charagua                |                                           |
| Cuarta de Ascenso                                     |                         |                                           |
| Equipo                                                | Ciudad                  | Fecha de fundación                        |
| Club Deportivo 19 de Marzo                            | Santa Cruz de la Sierra | 1972                                      |
| Club Deportivo 26 de Abril                            | Santa Cruz de la Sierra | 1999                                      |
| Academia de Fútbol Tahuichi Aguilera                  | Santa Cruz de la Sierra | 1 de mayo de 1978                         |
| Club Cotechi                                          | Santa Cruz de la Sierra | ?                                         |
| Club Deportivo Cruz Verde                             | Santa Cruz de la Sierra | ?                                         |
| Club Deportivo Santa Cruz                             | Santa Cruz de la Sierra | 2018                                      |
| Club Deportivo Urbari                                 | Santa Cruz de la Sierra | 2018                                      |
| Club Deportivo El Semillero                           | Santa Cruz de la Sierra | 10 de octubre de 2002                     |
| Escuela de Fútbol Elite Play Soccer Santa Cruz        | Santa Cruz de la Sierra | ?                                         |
| Club Fraternidad                                      | Santa Cruz de la Sierra | ?                                         |
| Escuela de Fútbol Galácticos FC                       | Santa Cruz de la Sierra | 13 de abril de 2014                       |
| Club Guarayeco                                        | Santa Cruz de la Sierra | ?                                         |
| Club Escuela de Fútbol Juan Pablo II                  | Warnes                  | 17 de marzo de 2018                       |
| Maquinita Fútbol Club                                 | Santa Cruz de la Sierra | ?                                         |
| Club Real Camba                                       | Santa Cruz de la Sierra | ?                                         |
| Club Deportivo Real Puerto Rico                       | El Torno                | 22 de diciembre de 2015                   |
| Club Deportivo Saguasur                               | Santa Cruz de la Sierra | ?                                         |
| Club Deportivo Torito García                          | Santa Cruz de la Sierra | 5 de marzo de 2007                        |
| Unión Godoy Fútbol Club                               | Santa Cruz de la Sierra | ?                                         |
| Asociación Deportiva Yachay Wasi Fútbol Club          | Yapacaní                | 2016                                      |

## Palmarés
Como responsable de las distintas selecciones de Santa Cruz la ACF cosechó los siguientes títulos oficiales.

### Selección absoluta
| Competición         |  |          |
| ------------------- |  | -------- |
| Campeonato Nacional |  | 1 (1939) |